# Левитан, Аркадий Юлианович
Аркадий Юлианович (Юрьевич) Левита́н (9 [22] сентября 1911, Орёл, Российская империя — 23 января 2006, Москва, Россия) — советский режиссёр и оператор-кинодокументалист. Заслуженный деятель искусств РСФСР (1979), фронтовой кинооператор. Член КПСС с 1959 года.

## Биография
Родился в 1911 году.
Трудовую деятельность начал в 1929 году помощником оператора в Юго-западном отделении «Совкино» в г. Орле, там же в течение двух лет овладевал искусством кинооператора.
В 1931 году стал ассистентом оператора на киностудии «Мосфильм». Здесь же в 1933 году снял самостоятельно свой первый документальный фильм «На берегах Чукотского моря».
Работая с 1936 по 1941 год оператором Центральной студии документальных фильмов, снимал сюжеты для кинохроники и специальных выпусков. Здесь же принимал участие в съёмках первого своего крупного фильма «День нового мира», вышедшем в свет в 1940 году.
В годы войны, с 1941 по 1945 год, был оператором фронтовых киногрупп на Южном, Северо-Кавказском, 1-м Белорусском фронтах и Черноморской группы войск. Снимал совместно с другими фронтовыми кинооператорами многие фильмы и специальные выпуски, от «Освобождение Ростова» (1941) до фильма «Берлин» (1945).
В 1944 году как оператор входил в состав Специальной комиссии по установлению и расследованию обстоятельств расстрела немецко-фашистскими захватчиками в Катынском лесу (близ Смоленска) военнопленных польских офицеров.
Нередко снимал скрытой камерой, успевая «подсмотреть» и запечатлеть людей в выразительных кадрах. Так, например, было с фильмом «Катюша» режиссёра Виктора Лисаковича, повествующем о легендарной разведчице, Герое Советского Союза Екатерине Михайловой (Дёминой). Этот фильм получил первую премию на Всесоюзном кинофестивале в Киеве, а потом и Золотую медаль на Международном кинофестивале в Лейпциге.
В послевоенные годы выступал как оператор-режиссёр и автор документальных фильмов. Среди наиболее известных снятых им фильмов — короткометражная картина 1970 года «Возьмите нас с собой, туристы» — фильм-путешествие по красивейшим местам Советского Союза.
Скончался в 2006 году в Москве в возрасте 94 лет.

## Фильмография
В качестве кинооператора А. Левитан принимал участие в съёмках многих документальных фильмов, в том числе:
- 1933 — На берегах Чукотского моря
- 1940 — День нового мира
- 1941 — Освобождение Ростова
- 1941 — Не забудем, не простим (о зверствах фашистов в г. Ростове-на-Дону)
- 1943 — Новороссийск наш
- 1943 — Десант в Керчи
- 1943 — Приговор народа
- 1943 — Кавказ
- 1944 — Трагедия в Катынском лесу
- 1945 — Смоленский процесс
- 1945 — Город-воин
- 1945 — Берлин[2]
- 1945 — Возвращение демобилизованных воинов из Берлина
- 1945 — Парад Победы
- 1946 — Судебный процесс в Смоленске
- 1950 — Советская Армения
- 1955 — Песни над Вислой
- 1961 — Выше самых высоких гор
- 1961 — Прыгает Брумель
- 1964 — Катюша
- 1966 — Художник
- 1968 — Гимнастёрка и фрак
- 1970 — Возьмите нас с собой, туристы

## Награды
- заслуженный деятель искусств РСФСР
- Золотая медаль МКФ в Лейпциге (за фильм «Катюша», 1964)
- орден Отечественной войны II степени (6.4.1985)
- медали
- Правительственная награда Болгарии